# IC 4094/2
IC 4094/2 је лентикуларна галаксија у сазвијежђу Ловачки пси која се налази на листи објеката дубоког неба у Индекс каталогу.
Деклинација објекта је + 37° 47' 20" а ректасцензија 13h 1m 59,0s. Привидна величина (магнитуда) објекта IC 4094 износи 16,5 а фотографска магнитуда 17,5.